# Jón Thorstensen
Jón Þorsteinsson Thorstensen, född 7 juni 1794 i Svartárdalur, död 15 februari 1855, var en isländsk läkare.
Jón var landsläkare på Island från 1820 till sin död. Han var en framstående läkare och utgav flera småskrifter till vägledning för befolkningen. På sin fritid sysslade han ivrigt med naturvetenskap, främst meteorologi; hans meteorologiska observationer för åren 1823–1837 utgavs av Det Kongelige Danske Videnskabernes Selskab i sällskapets Collectanea Meteorologica 1839.